# Joshua King (matemático)
Joshua King (16 de janeiro de 1798 — 1 de setembro de 1857) foi um matemático inglês. Foi professor lucasiano da Universidade de Cambridge, de 1839 a 1849.